# Cade la neve/Lascia dire
Cade la neve/Lascia dire  è un 45 giri del cantautore italo-belga Salvatore Adamo, pubblicato nel settembre 1964 come brano estratto dall'LP Adamo.

## Cover
Il brano Cade la neve è stato cantato da Salvatore Adamo anche in lingua francese con il titolo Tombe la neige. È stato inoltre interpretato in turco e  francese dalla cantante turco-albanese Candan Erçetin nell'anno 2011 con il titolo Her yerde kar var/Tombe la neige ed in spagnolo dai Los Catinos, nel 1964, con il titolo Cae la nieve (Vergara, 128-XC), inserita nell'album del 1991 Canciones románticas (Perfil, LP-33421).

## Tracce
Lato A
1. Cade la neve – 3:15

Lato B
1. Lascia dire